# Stenoma oblita
Stenoma oblita es una especie de polilla del género Stenoma, orden Lepidoptera.
Fue descrita científicamente por Butler en 1882.
Su envergadura es de 21 mm.

## Distribución
Stenoma oblita habita en el continente de América, en Guayana Francesa.